# 37583 Ramonkhanna
37583 Ramonkhanna è un asteroide della fascia principale. Scoperto nel 1990, presenta un'orbita caratterizzata da un semiasse maggiore pari a 2,2648381 UA e da un'eccentricità di 0,1338274, inclinata di 1,21017° rispetto all'eclittica.